# احمد الترکی
احمد الترکی (انگلیسی: Ahmed Al-Turki؛ زادهٔ ۱۹ مهٔ ۱۹۹۴) یک ورزشکار اهل عربستان سعودی است.
از باشگاه‌هایی که در آن بازی کرده‌است می‌توان به باشگاه فوتبال التعاون عربستان سعودی اشاره کرد.